# Puchar Spenglera 2011
85. edycja Pucharu Spenglera – turniej hokejowy, który był rozegrany w  dniach 26–31 grudnia 2011. Drugi raz w historii turnieju wystąpiło sześć zespołów. Mecze rozgrywane były w hali Vaillant Arena.
Do turnieju oprócz drużyny gospodarzy HC Davos oraz tradycyjnie uczestniczącego Teamu Canada zaproszono cztery drużyny: Kloten Flyers, HC Vítkovice, Grizzly Adams Wolfsburg oraz Dinamo Ryga. Po zwiększeniu turnieju do sześciu drużyn rozgrywki podzielono na dwie grupy. Pierwsza nazwana została na cześć Richarda Torrianiego dwukrotnego brązowego medalistę igrzysk olimpijskich w hokeju na lodzie z 1928 i 1948 oraz srebrnego medalistę mistrzostw świata w saneczkarstwie w jedynkach mężczyzn z 1957 roku. Wszystkie te medale zdobył w Davos. Druga grupa została nazwana na część Hansa Cattini oraz Ferdinanda Cattini. Cała trójka grała w przeszłości w zespole HC Davos.
Z racji podziału na grupy po rozegraniu meczów fazy grupowej odbyły się dwa spotkania o awans do półfinałów turnieju. Zwycięzcy półfinałów rozegrali finałowe spotkanie w samo południe 31 grudnia 2011 roku.
Obrońcy tytułu mistrzowskiego, hokeiści SKA Sankt Petersburg nie wystartowali w turnieju.

## Faza grupowa

### Grupa Torriani
Wyniki
| 26 grudnia 2011 | Kloten Flyers | 2:9 | Dinamo Ryga | Vaillant Arena |

| Szczegóły      | Szczegóły                                  | Szczegóły       | Szczegóły | Szczegóły                                                                       |
| -------------- | ------------------------------------------ | --------------- | --- | ------------------------------------------------------------------------------- |
| Godzina: 15:00 | V. Stancescu 21:08 (EQ) E. Blum 57:14 (EQ) | (0:0, 1:3, 1:6) | 20:32 (EQ) M. Karsums 23:59 (EQ) M. Cipulis 28:33 (EQ) R. Bukarts 41:52 (PP) S. Ozoliņš 43:28 (EQ) G. Ankipāns 45:24 (EQ) M. Cipulis 46:50 (EQ) J. Upītis 48:34 (EQ) O. Cibuļskis 54:18 (PP) G. Ankipāns | Widzów: 6.500 Sędzia główny: Daniel Stricker Sędziowie liniowi: Ghislain Hébert |

| 27 grudnia 2011 | Grizzly Adams Wolfsburg | 0:6 | Kloten Flyers | Vaillant Arena |

| Szczegóły      | Szczegóły | Szczegóły       | Szczegóły | Szczegóły                                                                      |
| -------------- | --------- | --------------- | --- | ------------------------------------------------------------------------------ |
| Godzina: 15:00 |           | (0:1, 0:2, 0:3) | 13:02 (EQ) R. Wick 34:26 (EQ) M. Dupont 35:58 (EQ) Y. Herren 44:10 (PP) M. Jenni 53:39 (EQ) V. Stancescu 56:56 (EQ) R. Wick | Widzów: 6.010 Sędzia główny: Ghislain Hébert Sędziowie liniowi: Georg Jablukov |

| 28 grudnia 2011 | Dinamo Ryga | 3:1 | Grizzly Adams Wolfsburg | Vaillant Arena |

| Szczegóły      | Szczegóły                                                       | Szczegóły       | Szczegóły             | Szczegóły                                                                     |
| -------------- | --------------------------------------------------------------- | --------------- | --------------------- | ----------------------------------------------------------------------------- |
| Godzina: 15:00 | F. Warg 10:20 (EQ) Ģ. Ankipāns 13:23 (EQ) R. Bukarts 46:08 (SH) | (2:0, 0:0, 1:1) | 53:20 (PP) N. Paetsch | Widzów: 6.147 Sędzia główny: Danny Kurmann Sędziowie liniowi: Daniel Stricker |

Tabela

M = liczba rozegranych spotkań, W = Wygrane, WpD = Wygrane po dogrywce lub karnych, PpD = Porażki po dogrywce lub karnych, P = Porażki (ogółem), G+ = Gole strzelone, G- = Gole stracone, +/- Rżźnica bramek, Pkt = Liczba zdobytych  punktów,       = awans do półfinału,       = awans do ćwierćfinału
| Zespół                  | M | W | WpD | PpD | P | G + | G - | +/- | PKT |
| ----------------------- | - | - | --- | --- | - | --- | --- | --- | --- |
| Dinamo Ryga             | 2 | 2 | 0   | 0   | 0 | 12  | 3   | +9  | 6   |
| Kloten Flyers           | 2 | 1 | 0   | 0   | 1 | 8   | 9   | -1  | 3   |
| Grizzly Adams Wolfsburg | 2 | 0 | 0   | 0   | 2 | 1   | 9   | -8  | 0   |

### Grupa Cattini
Wyniki
| 26 grudnia 2011 | Team Canada | 7:1 | HC Vítkovice | Vaillant Arena |

| Szczegóły      | Szczegóły | Szczegóły       | Szczegóły            | Szczegóły                                                                    |
| -------------- | --- | --------------- | -------------------- | ---------------------------------------------------------------------------- |
| Godzina: 20:15 | J. Kwiatkowski 02:29 (EQ) D. Pittis 03:05 (EQ) J. Perrault 07:50 (EQ) B. McLean 10:08 (PP) R. Fata 10:07 (EQ) J. Kwiatkowski 37:10 (PP) K. McLean 52:33 (PP) | (5:0, 1:0, 1:1) | 48:23 (EQ) N. Walker | Widzów: 6.500 Sędzia główny: Georg Jablukov Sędziowie liniowi: Danny Kurmann |

| 27 grudnia 2011 | HC Davos | 2:1 | HC Vítkovice | Vaillant Arena |

| Szczegóły      | Szczegóły                                   | Szczegóły       | Szczegóły          | Szczegóły                                                                    |
| -------------- | ------------------------------------------- | --------------- | ------------------ | ---------------------------------------------------------------------------- |
| Godzina: 20:15 | P. Tatíček 38:06 (EQ) P. Tatíček 39:38 (PP) | (0:0, 2:1, 0:0) | 25:09 (EQ) P. Pohl | Widzów: 6.500 Sędzia główny: Didier Massy Sędziowie liniowi: Daniel Stricker |

| 28 grudnia 2011 | Team Canada | 1:8 | HC Davos | Vaillant Arena |

| Szczegóły      | Szczegóły               | Szczegóły       | Szczegóły | Szczegóły                                                                |
| -------------- | ----------------------- | --------------- | --- | ------------------------------------------------------------------------ |
| Godzina: 20:15 | P. Pelletier 39:35 (EQ) | (0:1, 1:1, 0:6) | 18:00 (SH) P. Sýkora 33:27 (EQ) P. Sýkora 42:57 (PP) P. Sejna 46:25 (EQ) R. Earl 50:30 (EQ) P. Sýkora 52:27 (PP) P. Sejna 55:55 (EQ) D. Bürgler 57:17 (EQ) P. Brendl | Widzów: 6.500 Sędzia główny: Didier Massy Sędziowie liniowi: Jean Hébert |

Tabela

M = liczba rozegranych spotkań, W = Wygrane, WpD = Wygrane po dogrywce lub karnych, PpD = Porażki po dogrywce lub karnych, P = Porażki (ogółem), G+ = Gole strzelone, G- = Gole stracone, +/- Różnica bramek, Pkt = Liczba zdobytych  punktów,       = awans do półfinału,       = awans do ćwierćfinału
| Zespół       | M | W | WpD | PpD | P | G + | G - | +/- | PKT |
| ------------ | - | - | --- | --- | - | --- | --- | --- | --- |
| HC Davos     | 2 | 2 | 0   | 0   | 0 | 10  | 2   | +8  | 6   |
| Team Canada  | 2 | 1 | 0   | 0   | 1 | 8   | 9   | -1  | 3   |
| HC Vítkovice | 2 | 0 | 0   | 0   | 2 | 2   | 9   | -7  | 0   |

## Faza pucharowa

### Ćwierćfinały
| 29 grudnia 2011 | Kloten Flyers | 1:5 | HC Vítkovice | Vaillant Arena |

| Szczegóły      | Szczegóły             | Szczegóły       | Szczegóły                                                                                            | Szczegóły                                                                   |
| -------------- | --------------------- | --------------- | --- | --------------------------------------------------------------------------- |
| Godzina: 15:00 | F. Du Bois 58:28 (EQ) | (0:1, 0:2, 1:2) | 16:40 (EQ) J. Káňa 21:45 (EQ) T. Káňa 38:14 (EQ) J. Sýkora 40:45 (PP) P. Pohl 56:12 (PP) J. Štefanka | Widzów: 5.677 Sędzia główny: Georg Jablukov Sędziowie liniowi: Didier Massy |

| 29 grudnia 2011 | Team Canada | 2:3 pk. | Grizzly Adams Wolfsburg | Vaillant Arena |

| Szczegóły      | Szczegóły                                 | Szczegóły                 | Szczegóły                                                           | Szczegóły                                                                 |
| -------------- | ----------------------------------------- | ------------------------- | ------------------------------------------------------------------- | ------------------------------------------------------------------------- |
| Godzina: 20:15 | D. Pittis 13:29 (EQ) K. McLean 37:19 (PP) | (1:1, 1:0, 0:1, 0:0, 0:1) | 18:14 (PP) J. Laliberte 51:31 (PP) C. Fischer 65:00 (SO) K. Hospelt | Widzów: 6.067 Sędzia główny: Jean Hébert Sędziowie liniowi: Danny Kurmann |

### Półfinały
| 30 grudnia 2011 | HC Davos | 4:2 | HC Vítkovice | Vaillant Arena |

| Szczegóły      | Szczegóły                                                                              | Szczegóły       | Szczegóły                                 | Szczegóły                                                                      |
| -------------- | -------------------------------------------------------------------------------------- | --------------- | ----------------------------------------- | ------------------------------------------------------------------------------ |
| Godzina: 15:00 | G. Sciaroni 03:59 (EQ) P. Tatíček 24:31 (EQ) P. Brendl 29:36 (EQ) P. Sýkora 59:18 (EN) | (1:1, 2:1, 1:0) | 11:25 (PP) O. Sedivy 23:35 (EQ) N. Walker | Widzów: 6.500 Sędzia główny: Daniel Stricker Sędziowie liniowi: Georg Jablukov |

| 30 grudnia 2011 | Dinamo Ryga | 4:1 | Grizzly Adams Wolfsburg | Vaillant Arena |

| Szczegóły      | Szczegóły                                                                                  | Szczegóły       | Szczegóły          | Szczegóły                                                                  |
| -------------- | ------------------------------------------------------------------------------------------ | --------------- | ------------------ | -------------------------------------------------------------------------- |
| Godzina: 20:15 | M. Bičevskis 14:11 (EQ) M. Karsums 26:56 (PP) M. Karsums 28:50 (SH) J. Lundmark 59:17 (EN) | (1:1, 2:0, 1:0) | 11:57 (EQ) B. Kohl | Widzów: 6.500 Sędzia główny: Danny Kurmann Sędziowie liniowi: Didier Massy |

### Finał
| 31 grudnia 2011 | HC Davos | 3:2 | Dinamo Ryga | Vaillant Arena |

| Szczegóły      | Szczegóły                                                        | Szczegóły       | Szczegóły                                     | Szczegóły                                                                  |
| -------------- | ---------------------------------------------------------------- | --------------- | --------------------------------------------- | -------------------------------------------------------------------------- |
| Godzina: 12:00 | G. Sciaroni 01:40 (EQ) P. Sýkora 10:06 (PP) P. Brendl 30:15 (EQ) | (2:0, 1:1, 0:1) | 21:42 (EQ) J. Lundmark 56:34 (EQ) N. Lucenius | Widzów: 6.500 Sędzia główny: Jean Hébert Sędziowie liniowi: Georg Jablukov |

## Statystyki
Stan na 31 grudnia 2011
| Gole            | Gole | Asysty          | Asysty | Punkty          | Punkty |
| --------------- | ---- | --------------- | ------ | --------------- | ------ |
| Petr Sýkora     | 5    | Roberts Bukarts | 4      | Roberts Bukarts | 6      |
| Ģirts Ankipāns  | 3    | Robbie Earl     | 4      | Petr Sýkora     | 5      |
| Pavel Brendl    | 3    | Gints Meija     | 4      | Petr Tatíček    | 5      |
| Mārtiņš Karsums | 3    | Reto von Arx    | 4      | Robbie Earl     | 5      |

## Skład zdobywcy Pucharu Spenglera
Ostateczna kolejność
| Lp.   | Drużyna       |
| ----- | ------------- |
| złoto | HC Davos      |
|       | Dinamo Ryga   |
|       | HC Vítkovice  |
| 4     | Wolfsburg     |
| 5     | Team Canada   |
| 6     | Kloten Flyers |

Skład zdobywcy Pucharu Spenglera – HC Davos.
Bramkarze:

Reto Berra, Leonardo Genoni.
Obrońcy:

René Back, Beat Forster, Robin Grossmann, Janne Niinimaa, Tim Ramholt, Ramon Untersander, Jan von Arx.
Napastnicy:

Pavel Brendl, Dario Bürgler, Robbie Earl, Peter Guggisberg, Mathias Joggi, Raphael Kuonen, Josef Marha, Sandro Rizzi, Grégory Sciaroni, Peter Sejna, Lukas Sieber, Janick Steinmann, Petr Sýkora, Petr Tatíček, Reto von Arx.